# Anadolu Rangers 2019
Questa voce raccoglie le informazioni riguardanti gli Anadolu Rangers nelle competizioni ufficiali della stagione 2019.

## 1. Lig 2019

### Stagione regolare
| Eskişehir 6 aprile 2019, ore 19:30 | Anadolu Rangers | 8 – 19 | ODTÜ Falcons | Muttalip Spor Kompleksi\| Arbitro: \| Çelik \| |
| Arbitro:                           | Çelik           |        |              |                                                |

| Ankara 21 aprile 2019 | Gazi Warriors | 37 – 12 | Anadolu Rangers |  |

| Eskişehir 5 maggio 2019 | Anadolu Rangers | 0 – 35 | Boğaziçi Sultans | Muttalip Spor Kompleksi |

| Istanbul 12 maggio 2019 | ITÜ Hornets | 36 – 15 | Anadolu Rangers | ITÜ Stadion |

| Eskişehir 25 maggio 2019 | Anadolu Rangers | 8 – 48 | Koç Rams | Muttalip Spor Kompleksi |

| Eskişehir 1º giugno 2019 | Anadolu Rangers | 14 – 41 | Sakarya Tatankaları | Muttalip Spor Kompleksi |

| Bursa 16 giugno 2019 | Uludağ Timsahlar | 20 – 41 | Anadolu Rangers | Görükle İpek Spor Stadı |

### Playout
| 14 luglio 2019 | Hacettepe Red Deers | 33 – 31 | Anadolu Rangers |  |

## Statistiche di squadra
| Competizione      | %Vittorie | In casa | In casa | In casa | In casa | In casa | In casa | In trasferta | In trasferta | In trasferta | In trasferta | In trasferta | In trasferta | Totale | Totale | Totale | Totale | Totale | Totale |
| Competizione      | %Vittorie | G       | V       | N       | P       | Pf      | Ps      | G            | V            | N            | P            | Pf           | Ps           | G      | V      | N      | P      | Pf     | Ps     |
| ----------------- | --------- | ------- | ------- | ------- | ------- | ------- | ------- | ------------ | ------------ | ------------ | ------------ | ------------ | ------------ | ------ | ------ | ------ | ------ | ------ | ------ |
| Stagione regolare | .143      | 4       | 0       | 0       | 4       | 30      | 143     | 3            | 1            | 0            | 2            | 68           | 93           | 7      | 1      | 0      | 6      | 98     | 236    |
| Playout           | .000      | 0       | 0       | 0       | 0       | 0       | 0       | 1            | 0            | 0            | 1            | 31           | 33           | 1      | 0      | 0      | 1      | 31     | 33     |
| Totale            | .125      | 4       | 0       | 0       | 4       | 30      | 143     | 4            | 1            | 0            | 3            | 99           | 126          | 8      | 1      | 0      | 7      | 129    | 269    |